# Gold River (Columbia Britannica)
Gold River è un villaggio della provincia canadese della Columbia Britannica, nel Distretto regionale di Strathcona. È situato a metà della costa occidentale nell'Isola di Vancouver, a 90 km da Campbell River.
Secondo il censimento del 2024, il villaggio aveva 1318 abitanti.

## Origini del nome
Il nome ''Gold River'' prende il nome dal fiume omonimo. Rio del Oro era il nome dato dagli esploratori spagnoli che esplorarono e estrassero minerali dalla zona fino alla fine del XVIII secolo.

## Storia
Il villaggio fu fondato solo negli anni '60 come città aziendale per i dipendenti di un'azienda di segheria chiamata Tahsis Company Ltd.
Il 26 agosto del 1965 Gold River è stato incorporato come villaggio.